# Азат Аршакян
Азат Левонович Аршакя́н (вірм. Ազատ Արշակյան; нар. 13 серпня 1950, Єреван) — колишній депутат парламенту Вірменії.

## Життєпис
Народився 13 серпня 1950 року в Єревані.
- 1967—1972 — Єреванський архітектурно-будівельний інститут. Економіст-будівельник.
- Два рази був засуджений з політичних мотивів, близько 10 років (1974—1977, 1981—1987) провів у таборах.
- З 1987 — був робітником, потім директором Нубарашенської птахоферми.
- 1990—1995 — був депутатом Верховної ради Вірменської РСР та Республіки Вірменія.
- 1995—1999 — знову депутат парламенту. Заступник голови постійної комісії із зовнішніх відносин. Член фракції «Республіка».
- З 1999 — голова Християнсько-демократичної партії Вірменії.